# Nevesinli Salih Paša
Nevesinli Salih Paša (? – 16. září 1647) byl osmanský civilní seržant bosenského původu a velkovezír za vlády sultána Ibrahima I.

## Mládí
Salih Pasha was from Nevesinje, Sanjak of Herzegovina, Bosnia Eyalet, and was sent to Constantinople at a young age. During the reign of Sultan Murat IV (r. 1623–1640), he was a civil servant specialized in treasury. He served in some other posts as well, and finally during the reign of Sultan Ibrahim (r. 1640–1648) in 1644, he was appointed defterdar, the highest position in the treasury. In 1645, grand vizier Sultanzade Mehmet Pasha was dismissed from the post. The first choice of the sultan for the post was Yusuf Pasha. However, Yusuf Pasha did not accept, and Salih Pasha was appointed as grand vizier on 17 December 1645.
Salih Paša se narodil v Nevesinje v Sandžaku Hercegovina v Bosenském ejáletu a jako mladý byl vyslán do Istanbulu. Během vlády sultána Murada IV. byl civilním seržantem, který se staral o finance. Sloužil i na jiných důležitých vojenských postech a v roce 1644 za vlády sultána Ibrahima I. se stal devterdarem, nejvýše postavenou osobou v oblasti financí. V roce 1645 byl z funkce velkovezíra sesazen Sultanzade Mehmed Paša. Jako první byl na tento post navržen Yusuf Paša, který ale nabídku odmítl, a tak se dne 17. prosince 1645 stal velkovezírem Salih.

## Velkovezír
Největším problémem během jeho velkovezírství byla válka na Krétě, důležitém ostrově v Egejském moři. V první polovině 17. století spadala Kréta pod Benátskou republiku (viz Krétská válka). Salih na Krétu vyslal svého předchůdce, Sultanzade Mehmeda Pašu, jako generála. Když krátce na to Mehmed zemřel, byl novým generálem zvolen Gazi Hüseyin Paša. Byl úspěšný a obsadil město Rethymno. Dalším problémem bylo povstání v Mingrelii (známé také jako Samegrelo, v západní Gruzii), v jednom ze států Osmanské říše. Salih Paša se o tento problém musel postarat osobně.

## Smrt
Podle rakouského orientalisty Josepha von Hammer-Purgstalla, sultán Ibrahim byl nevyrovnaným panovníkem a vydával nesmyslná nařízení, jako např. zákaz koňských povozů v Istanbulu. Když bylo toto jeho rozhodnutí napadnuto, nechal Saliha popravit během schůze Divanu.